# SAME Samecar

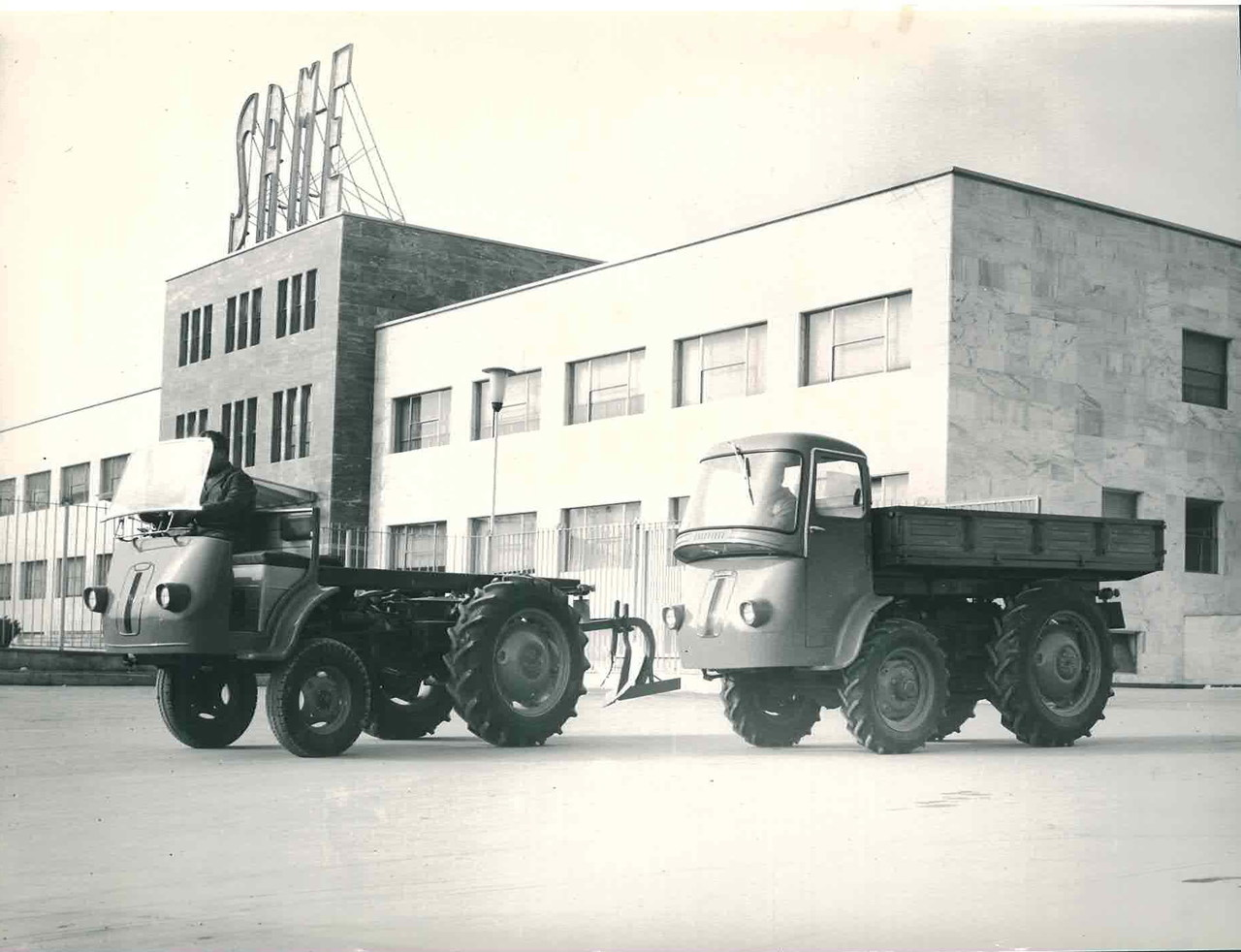
Prototypes du Samecar (1960)

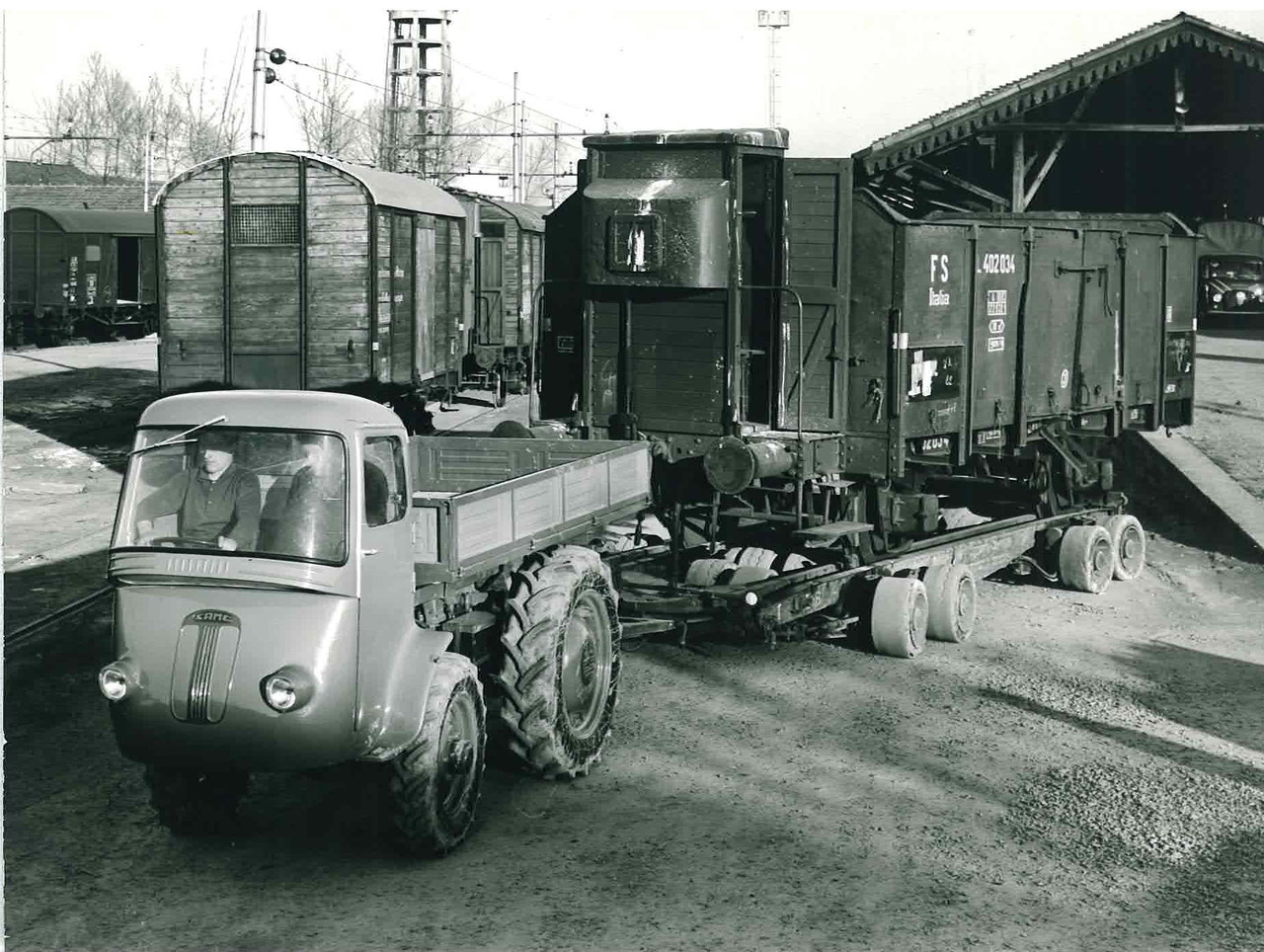
Tracteur Samecar version
industrielle (1962)

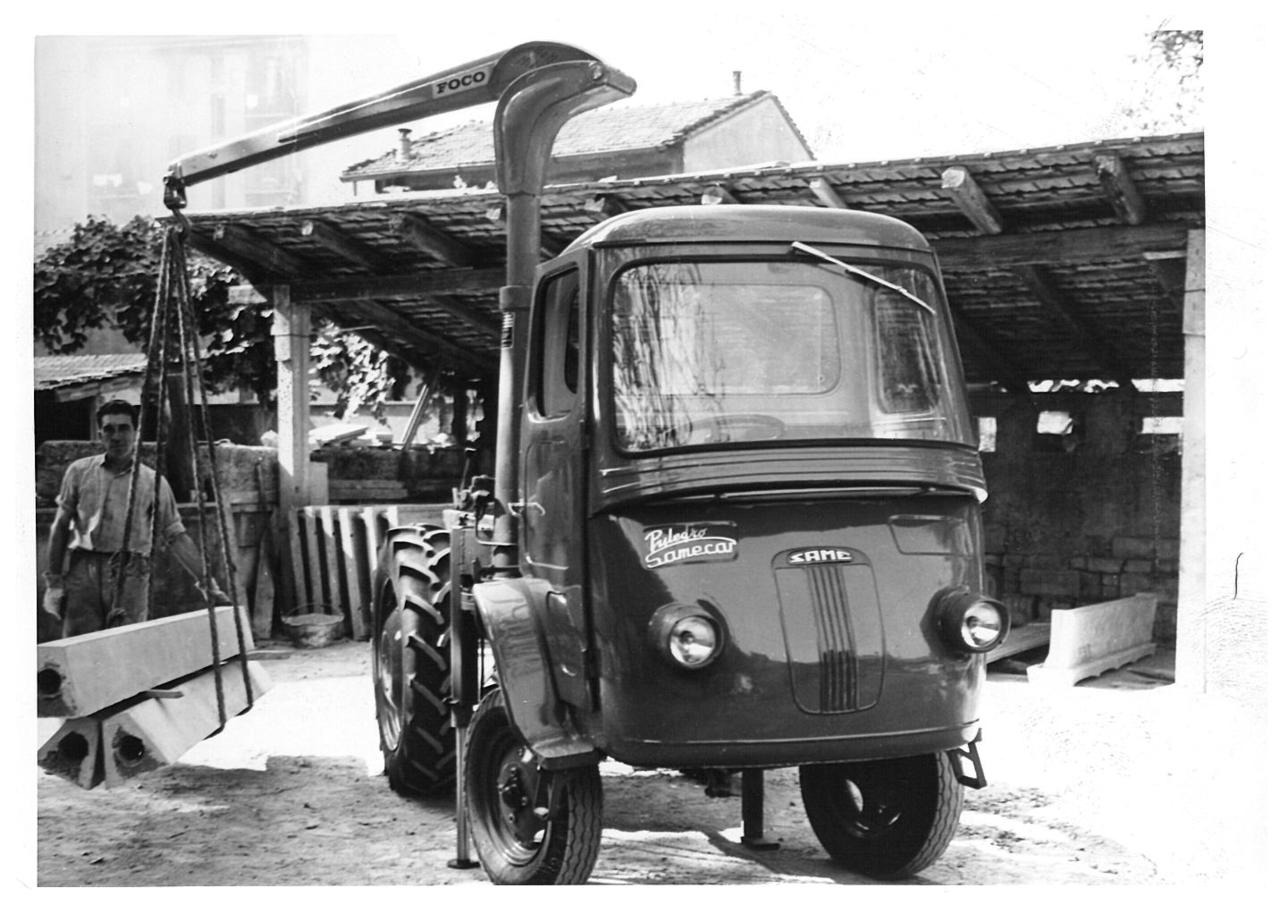
Un tracteur Samecar avec grue

Le Samecar est un véhicule mixte, tracteur agricole et petit camion à la fois, équipé d'un moteur diesel SAME SI/1152/50. Ce véhicule original a été fabriqué à partir de 1961 jusqu'en juillet 1967.
Il a été proposé en plusieurs versions : 
- agricole comprenant une base de tracteur agricole avec 2 ou 4 roues motrices, et une benne à l'arrière, des pneumatiques spéciaux adaptés pouvant aussi rouler sur route,
- véhicule industriel de type camion, baptisée Samecar Toro avec 2 ou 4 roues motrices,
- une seconde série de la version industrielle 4x4 verra le jour en octobre 1964 sous le nom de Samecar Elefante, est un véritable camion.

Ces véhicules disposent d'un moteur diesel SAME SI 1152 à 2 cylindres verticaux (115 x 120 mm) de 2.500 cm3 de cylindrée, à injection directe, refroidi par air développant une puissance de 45 Ch au régime de 2.300 tours par minute.
Il dispose d'une boîte de vitesses comprenant 6 rapports avant et 2 arrière lui autorisant une vitesse minimale de 2,9 km/h et maximale de 50,0 km/h.
Ce modèle est disponible en version simple et double traction.
Ses dimensions sont assez réduites : longueur : 4.330 mm, largeur : 2.000 mm, hauteur : 2.200 mm, empattement : 2.020 mm. Son poids à vide est de 2.310 kg et sa capacité de tractage est de 30 tonnes.